# 김광복 (범죄인)
김광복(金光福, 1935년 ~ 1959년)은 친부모를 살해한 일명 무당 부부 살인 사건을 일으킨 살인 범죄자이다.

## 생애
김광복 일가는 할아버지대부터 이름난 무당 집안이었는데 그의 아버지도 어린시절 일찍이 남사당에 들어가 같은 무당 집안의 여인과 19세에 결혼하였다.
김광복은 5남매 중 셋째로 6대독자 외아들이었고, 위에 두 누나는 학교 교육을 한번 받지 못하고 일찍이 먼 지방으로 내려가 화류계로 일하였다. 밑에는 5살과 그리고 16살이나 나이차가 나는 늦둥이 여동생도 있었다. 무당 집안이란 배경 때문에 그의 가족들은 이웃과 왕래가 별로 없었으나, 김광복만은 사람들과 어울려 다니며 이웃과도 친분이 두터웠다. 남과 다툼이 없고 온순한 성품으로 동네에서도 칭찬이 자자했다고 한다.

## 사건 발단
19살이 되던 해부터 이웃에 사는 최모양과 5년간 사귀어 왔는데 가난하고 폐쇄적인 자신의 가족들에 비해 그녀의 가족들은 부유하고 교양있는 집안이었다. 그러던 어느 날 그녀의 가족들이 김광복이 무당 집안의 아들이란 것을 알고 나서부터 광복을 멸시하고 멀리하기 시작하였다. 이후 그녀는 "당신이 나와 결혼한다고 하면 우리 가족들은 완강히 반대할 거예요. 왜냐하면 당신은 무당집 아들이잖아요"라며 만날 때마다 결혼에 대한 부정적인 감정을 쏟아냈다. 
할아버지도 무당, 아버지도 무당, 어머니와 외가도 무당. 남사당 계보의 그의 집안 배경 때문에 그녀와 점차 멀어진다는 생각에 홀로 고민을 거듭하다 점차 부모에 대한 환멸과 저주를 품게 된다. 

## 사건 발생
1959년 4월 22일 밤 9시 30분경 경기도 부천군 소사읍 중리의 한 집에서 비명소리와 함께 8살 여자 아이가 울면서 뛰쳐 나왔다. 별안간의 고함소리와 아이의 우는 소리에 놀란 이웃사람들이 달려나와 무슨일이냐며 물으며 아이를 달랜 후 곧장 아이의 집으로 향했다. 집은 불이 다 꺼진채 고요했으며 문을 열고 방에 불을 켜고 방안을 들여다 보니 이내 끔찍한 광경이 펼쳐졌다. 아이의 부모 모두 피를 흘리며 쓰러져 있었는데, 아이의 어머니는 머리가 으깨진채 이미 숨을 거둔채 천장을 향해 누워 있었고, 아이의 아버지도 역시 얼굴과 가슴에서 피를 흘리며 신음하고 있었다. 그러던 중 1년여년 전 군대에 들어가 최근에 휴가 나온 이 집의 아들이 들어 오더니 "어머니와 아버지가 서로 싸우시다가 이렇게 되었어요" 라며 눈물을 뚝뚝 흘리면서 말했다. 그리곤 이내 숨이 넘어가는 아버지를 붙들어 통곡하며 "아버지! 아버지! 한마디만 말하세요! 누가 죽였어요 원수를 갚을테니 누가 죽였는지 말씀하세요!" 라며 울부 짖었다. 그는 부부의 외동아들 김광복이었다. 중상을 입은 아버지는 서울 적십자병원으로 후송 하였으나 다음날 새벽 3시 30분경에 사망하였다.

## 사건 수사
사건 수사 초기에 경찰은 금품이나 집에 없어진 물건도 없고 피해자들을 잔인하게 살인한 점으로 보아 강도보다는 원한 관계에 의한 타살사건으로 보고 수사를 하였다. 사건 당일에 방안에서 흉기인 칼을 수습하였고, 곧바로 대문 뒷쪽에 헛간에 있는 벼짚단속에서 피묻은 쇠절구공이를 추가로 발견했다. 부부에게 특별히 원한 가진 사람이 없다는 점, 그리고 사건 당일 아들의 행동을 수상히 여긴 경찰은 형사 1명을 거지로 분장을 시켜 그의 행동을 면밀히 관찰하였다. 부모의 장례식장에서 눈물 한방울 흘리지 않았다는 점, 그리고 장례식장이 끝난 후에도 수사관들의 동정을 유심히 지켜보는 점, 더 나아가 한 형사에게 다가가 "만약에 범인이 붙잡히게 되면 어느 정도의 형량을 받게 됩니까"라고 묻는 등 상주로써의 태도로는 볼 수 없는 태연한 행동에 이 사건의 진범이라는 심증이 굳어져 갔다.
그러던 중 경찰은 이웃집 짚단 더미속에서 피묻은 전투복을 발견 했는데 전투복의 이름에는 이름 석자가 또렷히 박혀 있었다. 김광복.
경찰은 곧바로 김광복을 부천 경찰서로 연행해 피 묻은 군복을 보이며 범행을 추궁하였고 이내 자백을 받았다.
김광복은 최근 군 휴가 중 애인과 다시 만나 청혼을 했지만 그녀는 "당신의 어머니는 무당에다가 행실도 바르지 못해요" 라면서 그의 결혼 신청을 거절했다고 한다.
광복은 청혼 거절에 큰 충격을 받고 양친을 죽이기로 결심, 안방에서 자고 있던 어머니를 쇠절구공이로 머리와 입 주변을 내리쳐 실신시키고 부엌에 있는 식도를 가져와 어머니와 아버지의 가슴과 옆구리 등을 마구 찔렀다고 말했다.
광복은 경찰에서 "조상대대로 내려온 무당이라는 가정환경에 대해 저주해 왔고, 이 때문에 애인의 가족들이 결혼도 반대하고 있어 인륜을 끊어서라도 수치스런 가문을 덮어버리기 위해 범행을 저질렀다"고 범행동기를 털어 놓았다. 

## 구속 후
김광복은 군인 신분으로 군사경찰대로 넘겨져 군사경찰 조사를 받은 후 군사재판에 넘겨졌고, 6월 24일 사형판결을 받아 그 해 곧바로 사형이 집행되어 24세에 사망했다.

## 학력
- 소사북국민학교 (現 부천북초등학교)
- 낙양중학교 (現 중앙대학교 사범대학 부속중학교)

## 같이 보기
- 박한상